# 륙대동역
륙대동역(六坮洞站)은 조선민주주의인민공화국 함경남도 신포시에 위치하고 있는 평라선의 철도역이다.

## 연혁
- 일자 불명: 영업 개시